# Klaus Salmi

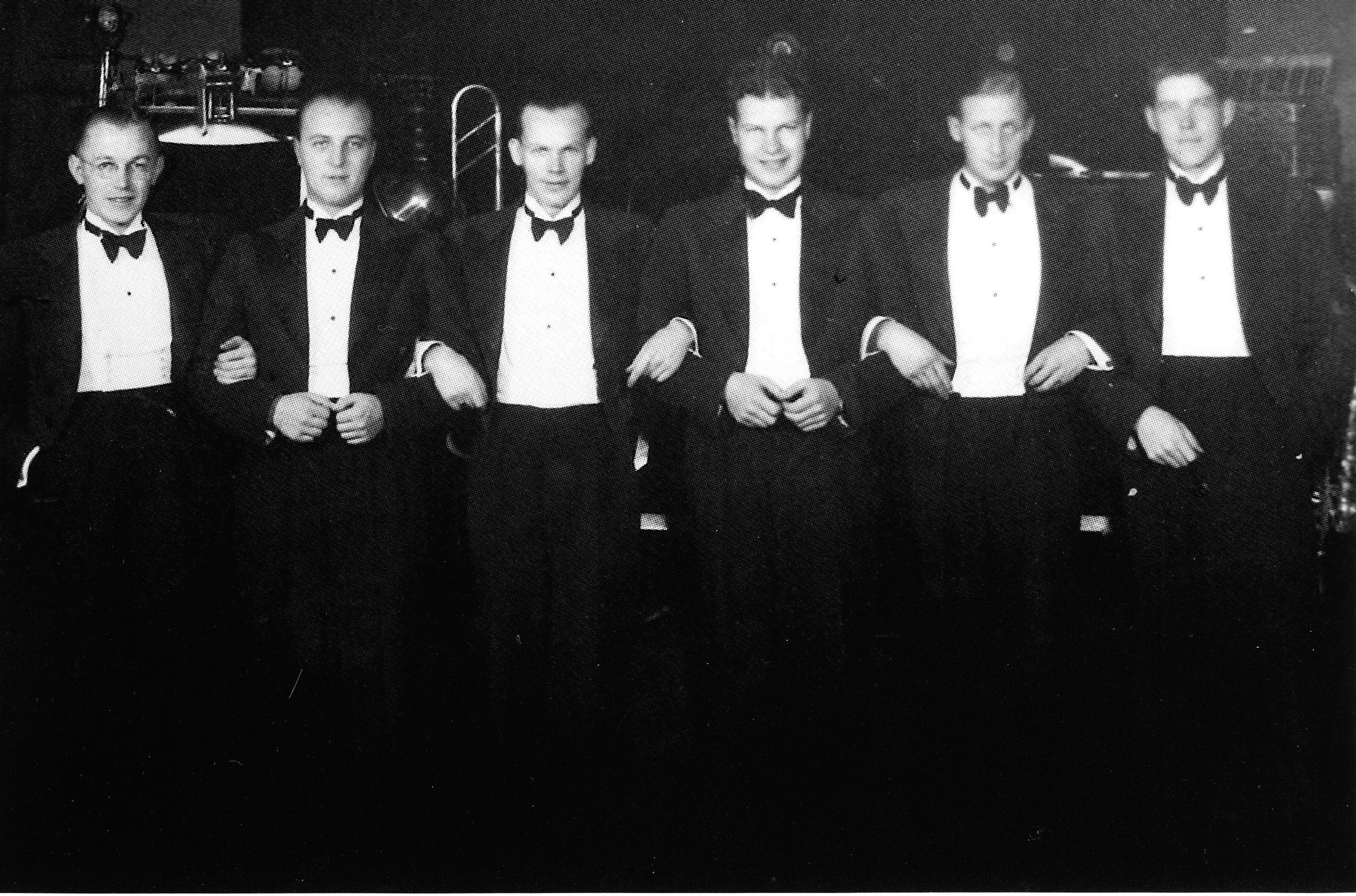
Klaus Salmi (längst till vänster) med Ramblers-orkestern.

Kaarlo Klaus Salmi, född 3 december 1908 i Helsingfors, död 10 oktober 1987 eller 1988 i Kuopio, var en finländsk musiker, orkesterledare, kompositör, arrangör och sångtextförfattare.

## Biografi
Salmi inledde sin musikaliska karriär under slutet av 1920-talet, då han verkade som pianist i bandet Black Birds, vilket dirigerades av Harry Bergström. Salmi var verksam som trumpetare och trombonist i Black  Birds åren 1927–1928. 1928 blev Salmi trombonist och trumpetare i orkestern Pajazzo och därefter detsamma i den berömda orkestern Zamba. I och med detta började Salmi uppträda med klarinettisten Tommy Tuomikoski, trumpetaren Alvar Kosunen och pianisten Robert von Essen. Den nio man starka Zamba dök upp i Finlands första ljudfilm Sano se sävelin 1930. Salmi var aktiv i Zamba 1930–1931 innan han gick över till Ramblers och blev dess förste orkesterledare. Salmi gjorde sin första skivinspelning 1931, då han och Ramblers medverkade under inspelningen av Muistan sua, Elaine med Leo Adamson som sångare. Under 1930-talet gjorde Ramblers och Salmi skivinspelningar med Matti Jurva. Från början var det tänkt att Salmi skulle medverka som sångsolist under inspelningarna, men under en fartygsresa blev han förkyld, varför man valde att endast publicera den instrumentala biten. Dock har man senare återfunnit sånginspelningar med Salmi, vilka publicerades 1994 i albumet Suomalainen jazz 1929-59. För övrigt gjorde han inspelningar med bland andra Antti Koskinen i egenskap av dirigent för orkestern Decca.
Salmi lämnade Ramblers 1952 och blev senare chef för Niilo Saarikkos skivbolag Levytukku. 1972 flyttade Salmi från Helsingfors till Kuopio, där han arbetade som lärare och värvade nya medlemmar till Ramblers.